# Tomasz Rzymkowski
Tomasz Piotr Rzymkowski (ur. 31 lipca 1986 w Kutnie) – polski prawnik i polityk, doktor nauk prawnych, poseł na Sejm VIII i IX kadencji, w latach 2021–2023 sekretarz stanu w Ministerstwie Edukacji i Nauki.

## Życiorys
Absolwent I Liceum Ogólnokształcącego im. Gen. Jana Henryka Dąbrowskiego w Kutnie. W 2010 ukończył studia prawnicze na Wydziale Prawa, Prawa Kanonicznego i Administracji Katolickiego Uniwersytetu Lubelskiego Jana Pawła II. Został doktorantem w Katedrze Historii Państwa i Prawa tej uczelni. Absolwent studiów podyplomowych: europejskich studiów samorządowych na KUL (2010) i rachunkowości w Szkole Głównej Gospodarstwa Wiejskiego (2011). W 2018 obronił rozprawę doktorską zatytułowaną Ustrój Rzeczypospolitej Polskiej w świetle przepisów ustawy konstytucyjnej z dnia 23 kwietnia 1935 roku na tle modeli ustrojowych innych państw, napisaną pod kierunkiem Leszka Ćwikły. Recenzentami pracy byli Marzena Toumi, Andrzej Gulczyński i Jan Majchrowski.
Był kierownikiem biura senatorskiego Ryszarda Bendera. Pracował też jako urzędnik samorządowy w Lublinie. Kierował Akademickim Klubem Myśli Społeczno-Politycznej „Vade Mecum” (2008–2010). Był także działaczem stowarzyszenia KoLiber.
W 2014 bez powodzenia ubiegał się o mandat radnego Kutna z ramienia Ruchu Narodowego. W 2015 został wybrany do rady politycznej partii o tej nazwie. W wyborach parlamentarnych w 2015 kandydował do Sejmu w okręgu sieradzkim z pierwszego miejsca na liście komitetu wyborczego wyborców Kukiz’15, zorganizowanego przez Pawła Kukiza. Uzyskał mandat posła VIII kadencji, otrzymując 11 977 głosów. Został przedstawicielem Sejmu w Krajowej Radzie Sądownictwa. Zasiadał w Komisji Finansów Publicznych oraz Komisji Regulaminowej, Spraw Poselskich i Immunitetowych, był wiceprzewodniczącym Komisji Sprawiedliwości i Praw Człowieka. W 2016 przestał reprezentować partię RN i współtworzył stowarzyszenie Endecja, które jednak po niedługim czasie opuścił. 21 października 2016 został wiceprzewodniczącym komisji śledczej ds. Amber Gold. Na początku 2017 wstąpił do Unii Polityki Realnej, a 12 sierpnia 2017 został I wiceprezesem tej partii. W 2019 z niej wystąpił i z listy Kukiz’15 kandydował bezskutecznie do Parlamentu Europejskiego.
31 lipca 2019 przeszedł do klubu parlamentarnego Prawa i Sprawiedliwości. Został następnie kandydatem PiS do Sejmu w wyborach parlamentarnych w tym samym roku. Uzyskał poselską reelekcję, otrzymując 20 752 głosy. Został również członkiem Prawa i Sprawiedliwości.
W styczniu 2021 został powołany na stanowiska sekretarza stanu w Ministerstwie Edukacji i Nauki oraz pełnomocnika rządu do spraw kształcenia ogólnego i nadzoru pedagogicznego. Wszedł także w skład Komisji Wspólnej Rządu i Mniejszości Narodowych i Etnicznych. W 2022 został pełnomocnikiem rządu do spraw rozwoju i umiędzynarodowienia edukacji i nauki. W 2023 bezskutecznie kandydował do Sejmu X kadencji. W grudniu tego samego roku zakończył pełnienie funkcji wiceministra.

## Odznaczenia i wyróżnienia
W 2021 został odznaczony Medalem „Pro Patria” przez szefa Urzędu ds. Kombatantów i Osób Represjonowanych Jana Józefa Kasprzyka. W tym samym roku otrzymał Orła „Wprost” przyznanego za działania na rzecz edukacji domowej.

## Życie prywatne
Żonaty z Małgorzatą, ma trzech synów: Franciszka, Tymoteusza i Huberta.